# Augustin Hector Léveillé
Augustin Abel Hector Léveillé (Le Mans, 13 de marzo de 1864-25 de noviembre de 1918) fue un clérigo y botánico francés.
Emprende estudios de medicina, y luego ingresa a las "Misiones extranjeras, cumpliendo servicio en India, en 1887. Ya en Francia, fue profesor en el "Colegio de Pondichéry". Apasionado por su tarea botánica, fue fundador, en 1891, de la revista Le Monde des Plantes, y al año siguiente fue cofundador de la “Académie internationale de Géographie Botanique” y su secretario perpetuo, y editor gerente de su “Bulletin”.

## Algunas publicaciones
- Catalogue illustré et alphabetique des plantes du Seu Tchouen /par Hector Léveillé, 1918[2][3]

- Dictionnaire inventoriel de la flore française, 1916

- 1911. Iconographie du Genre Epilobium, Epilobes d'Amérique, Epilobes d'Europe. Imágenes en línea

- Iconographie du genre epilobium, 1910 (with Gonzalve de Cordoue)

- 1909. LXIII. Decades plantarum novarum. XIII. XIV., en: Friedrich Fedde (edits.): Repertorium Specierum Novarum Regni Vegetabilis. Centralblatt für Sammlung und Veroffentlichung von Einzeldiagnosen neuer Pflanzen, Berlin 6:263Texto en línea

- Les Épilobes du Japon, 1907

- Tableau analytique de la flore française, 1906

- Les Rhododendrons de la Chine, 1903

- Les Carex du Japon, con Eugène Vaniot, 1901[4]

## Honores

### Eponimia
Especies (41 + 7 + 2 + 26)
- (Asteraceae) Ligularia leveillei (Vaniot) Hand.-Mazz.[5]

- (Berberidaceae) Berberis leveilleana (C.K.Schneid.) Laferr.[6]

- (Lamiaceae) Clerodendrum leveillei Fedde ex H.Lév.[7]

- (Onagraceae) Epilobium leveilleanum Rouy & E.G.Camus[8]

- (Saxifragaceae) Saxifraga leveillei H.J.Coste, Soulié & Luizet[9]
- La abreviatura «H.Lév.» se emplea para indicar a Augustin Hector Léveillé como autoridad en la descripción y clasificación científica de los vegetales.[10]